# Nicolas Chopin
Nicolas Chopin, père du compositeur Frédéric Chopin, est né le 15 avril 1771 à Marainville-sur-Madon, dans une Lorraine devenue française depuis 5 ans, il est mort le 3 mai 1844 à Varsovie.
Émigré en Pologne en 1787, il y a fait une carrière d'éducateur, d'abord comme précepteur, notamment dans la famille de Marie Walewska, puis dans l'enseignement public polonais.

## Biographie
Nicolas Chopin est le fils de François Chopin (1738-1814), charron et viticulteur, syndic du village de Marainville, situé dans ce qui allait devenir le département des Vosges (en 1790).
À partir de 1780, le seigneur de Marainville est le comte polonais Michel Pac, qui a pour intendant Adam Weydlich, lui aussi Polonais, marié à une Française de Strasbourg, Françoise Schelling. Michel Pac ayant revendu la seigneurie de Marainville, les Weydlich décident en 1787 de partir en Pologne, et emmènent l'adolescent Nicolas Chopin.
Émigré en Pologne dès l'âge de 16 ans et bien intégré dans ce pays, Nicolas Chopin connaît une ascension sociale dans la bourgeoisie intellectuelle. Après divers emplois de 1787 à 1795, et un passage dans la Garde nationale de Varsovie en 1794, lors de l'insurrection de Kosciuszko, il devient précepteur des enfants de la famille Łączyńska (1795-1802), parmi lesquels Maria (Walewska), puis de ceux de la comtesse Ludwika Skarbek (1802-1810), notamment du futur économiste Frédéric Skarbek (1792-1866), qui lui a rendu hommage dans ses Mémoires et qui est toujours resté son ami. Durant cette période chez les Skarbek, il vit soit à Varsovie, soit dans le domaine rural de Zelazowa Wola, à 40 km à l'ouest de la capitale, lieu de la naissance de Frédéric Chopin.
Nicolas se marie le 2 juin 1806 avec Tekla Justyna Krzyżanowska (1782-1861), une familière de la comtesse Skarbek. Le couple aura quatre enfants : Ludwika en 1807, Fryderyk Franciszek (Frédéric), né en 1810, Izabela, née en 1811, et Emilia, née en 1813, morte de la tuberculose en 1827 âgée de 14 ans.

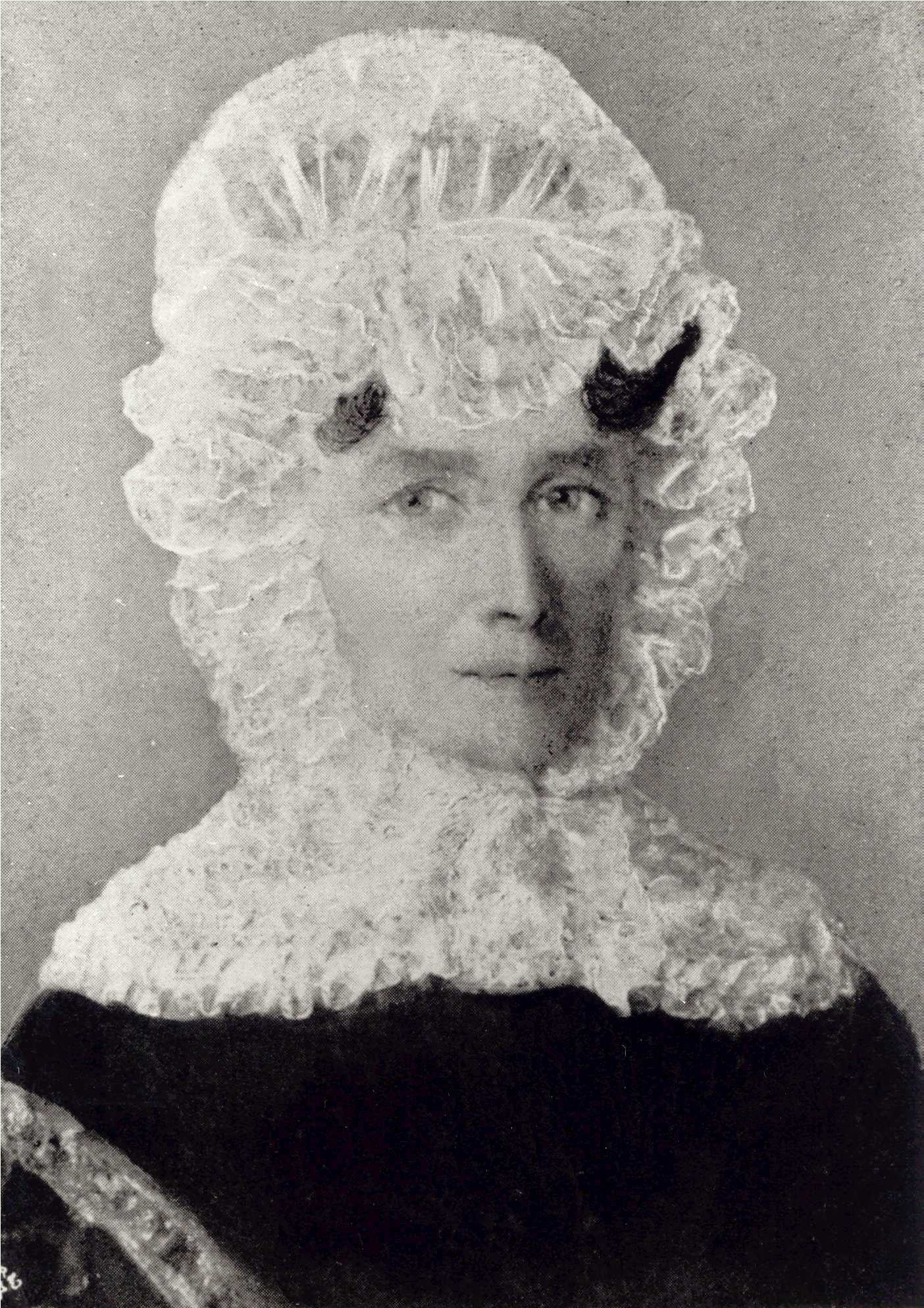
Justyna Chopin, femme de Nicolas et mère de Frédéric.

Quelques mois après la naissance de Frédéric, à la rentrée 1810, Nicolas devient répétiteur de français au lycée de Varsovie (Liceum Warszawskie), puis professeur et, à partir de 1820, à l'école militaire d'application (Académie du corps des cadets de la noblesse).
Il se retire en 1837 : son dossier de demande de retraite a été conservé, et publié en 1925, et c'est ce document qui a permis de connaître son lieu de naissance précis, alors que dans la vie courante, il se disait originaire de Nancy.
Nicolas Chopin meurt de la tuberculose le 3 mai 1844, et est enterré au cimetière de Powązki de Varsovie.

## Contexte historique
La vie de Nicolas Chopin se déroule dans un cadre politique changeant : il arrive en 1787 dans une Pologne qui a subi un premier partage en 1772 ; elle en subit un second, puis un troisième en 1793 et 1795, cessant alors d'exister politiquement : de 1795 à 1807, Nicolas Chopin vit dans ce qui est la province prussienne de Prusse-Méridionale (chef-lieu : Varsovie). En 1807, Napoléon crée le duché de Varsovie, satellite de la France. En 1815, le duché est attribué par le congrès de Vienne au tsar Alexandre et devient le royaume de Pologne, doté d'une constitution relativement libérale. En 1832, après l'insurrection de 1830-1831, le tsar de Russie et roi de Pologne Nicolas 1er impose les Statuts organiques qui réduisent l'autonomie polonaise à peu de choses.

## Points particuliers

### Ses relations avec Frédéric
Après le départ de Frédéric en 1830, pour Vienne, puis son installation en France, en 1831, Nicolas et Justyna Chopin ne l'ont retrouvé qu'une fois, en 1835, à Carlsbad, ville d'eau de Bohême (alors dans l'empire d'Autriche) ; ils ont ensuite passé quelques jours à Tetschen, chez le comte de Thun que Frédéric avait connu à Paris. Par ailleurs, ils ont toujours maintenu une correspondance active.

### Les états de service de Nicolas Chopin (1837)
Établis au moment de sa demande d'admission à la retraite, ils font partie des archives du ministère polonais de l'Éducation emmenées à Saint-Pétersbourg lors de la dissolution des ministères du royaume de Pologne (vers 1870). Elles sont restituées à la Pologne après la paix de Riga (18 mars 1921). Le dossier de Nicolas Chopin est publié par Stanislas Pereswiet-Soltan, dans son livre Lettres de Frédéric Chopin à Jean Bialoblocki. Pereswiet-Soltan en donne une version dactylographiée, qui a été reprise, notamment, par Gabriel Ladaique dans sa thèse (avec une traduction).

### Les origines de Nicolas Chopin
Les états de service mentionnent (en polonais) : « il est né à Marainville en France le 17 avril 1770 ». Ce fait nouveau, venu à la connaissance d'Édouard Ganche, auteur d'une biographie de Chopin datant de 1913, lui permet de mettre au jour l'acte de baptême de Nicolas, qui date, en réalité, du 15 avril 1771.
Avant cette date, ce qui était connu par le public sur ce sujet, c'est que Nicolas Chopin était d'origine française (cf. Franz Liszt, Heinrich Heine), et, surtout en Pologne, qu'il était originaire de Nancy. D'où un certain nombre de suppositions, par exemple :
- un article du Journal de Rouen du 1er décembre 1849[10] en fait un descendant d'un Choppin d'Arnouville émigré en Pologne en 1685 (l'auteur ignore apparemment les origines lorraines) ;
- plusieurs auteurs polonais lui attribuent un grand-père venu de Pologne et installé à Nancy à l'époque de Stanislas : par exemple, Antoni Wodziński, dans  Trois romans de Frédéric Chopin, et Wanda Landowska dans une communication de 1911 au Mercure de France[11] (selon elle, ce grand-père s'appelait Szop).

En 1912, un érudit, André Lévy, démontre que Nicolas Chopin n'est pas originaire de Nancy, et en déduit que « ses origines lorraines sont un mythe ».
Malgré la publication de l'acte de baptême, on trouve encore en 1980, dans la principale encyclopédie musicale allemande (Die Musik in Geschichte und Gegenwart, appelée aussi la MGG) la formulation suivante : « Sein Vater Nikolaus, polnischer Abstammung » (son père Nicolas, d'ascendance polonaise). La version en ligne parle, à raison, de lui comme un immigrant lorrain : "lothringischen Emigranten Nicolas Chopin".
Gabriel Ladaique a mené des recherches généalogiques qui montrent que la famille paternelle de Frédéric Chopin est d'origine savoyarde, et s'est installée en Lorraine vers 1700 (à cette époque, du reste, ni la Savoie, ni la Lorraine, ne font partie du royaume de France).